# Evarcha natalica
Evarcha natalica är en spindelart som beskrevs av Simon 1902. Evarcha natalica ingår i släktet Evarcha och familjen hoppspindlar. Inga underarter finns listade i Catalogue of Life.